# David Arnold

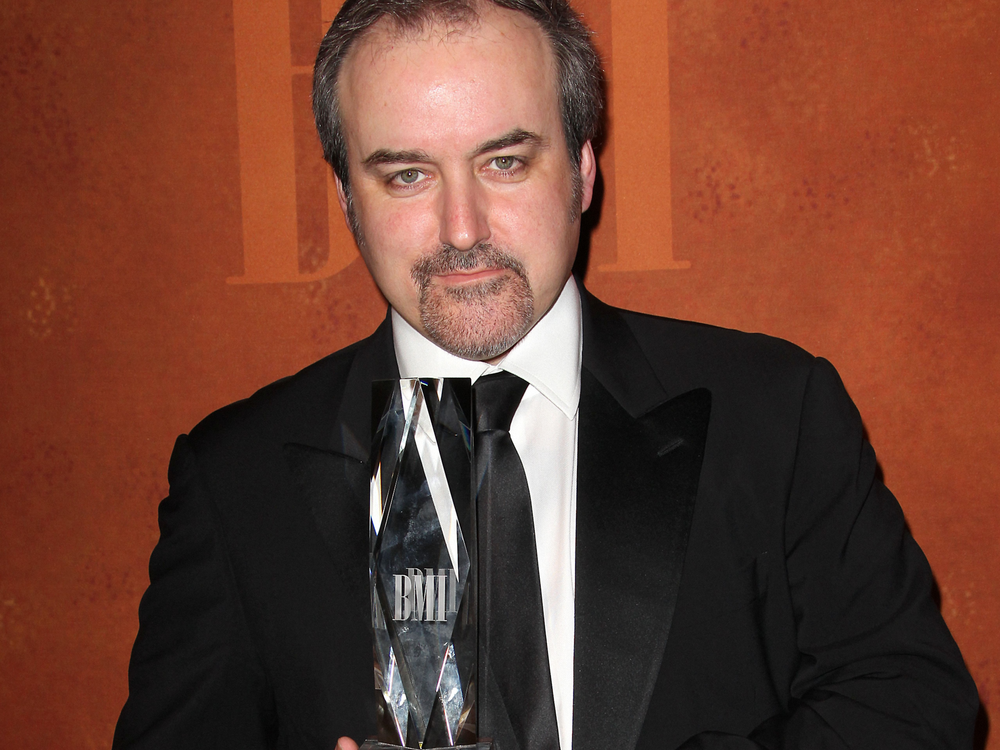
David Arnold (2011)

David Arnold (* 23. Januar 1962 in Luton) ist ein britischer Filmkomponist. Bekannt wurde er vor allem durch seine wiederholte Zusammenarbeit mit den Regisseuren Roland Emmerich, John Singleton und Michael Apted sowie durch seine Musik für insgesamt fünf Filme der James-Bond-Reihe.

## Leben und Wirken
Seine ersten größeren Filmmusiken komponierte Arnold für Roland Emmerichs Filmprojekte Stargate und Independence Day, womit ihm durch Verwendung eines großen romantischen Orchesterapparates der Durchbruch in Hollywood gelang. Seine ursprünglich rein sinfonische, später stark elektronisch gefärbte Musik sorgte zum Beispiel für die musikalische Untermalung aller James-Bond-Filme von 1997 (Der Morgen stirbt nie) bis 2008 (Ein Quantum Trost).
Er experimentierte mit Aufnahmentechniken. So notierte er eine Komposition rückwärts, ließ ein Orchester die Musik zunächst so einspielen und drehte diese Aufnahmen dann am Computer wieder um. So entstand ein Orchestersound subtil abseits des Üblichen, so Arnold 2002 in einem Interview.
Zu seinen Hauptorchestratoren gehört Nicholas Dodd, dessen Klangstil man in allen Filmmusiken David Arnolds heraushören kann. Seit 1995 konnte Arnold insgesamt zehn Auszeichnungen bei den BMI Film & TV Awards gewinnen. 1997 gewann er den Grammy für seine Musik zu Independence Day. Gemeinsam mit Michael Price komponiert er seit 2010 die Musik der Serie Sherlock und die beiden wurden hierfür u. a. mit einem Emmy ausgezeichnet. Das 1997 veröffentlichte Album Shaken And Stirred wurde im UK mit einer Goldenen Schallplatte ausgezeichnet.
Für den 2010er Film We Want Sex komponierte Arnold zusammen mit Billy Bragg das Titelstück Made In Dagenham, das von Sandie Shaw interpretiert wurde.
Arnold ist verheiratet und lebt in London, England.

## Auszeichnungen und Nominierungen
Primetime Emmy Award
- 2011 – Outstanding Music Composition (Original Dramatic Score) – Sherlock: A Study in Pink – Nominiert
- 2012 – Outstanding Music Composition (Original Dramatic Score) – Sherlock: A Scandal in Belgravia – Nominiert
- 2014 – Outstanding Music Composition (Original Dramatic Score) – Sherlock: His Last Vow – Gewonnen
- 2019 – Outstanding Music Composition (Original Dramatic Score) – Good Omens – Nominiert
- 2019 – Outstanding Original Main Title Theme Music – Good Omens – Nominiert

Grammy Award
- 1997 – Best Instrumental Composition – Independence Day – Gewonnen
- 2008 – Best Song Written for Motion Picture, Television or Other Visual Media – You Know My Name (Casino Royale) – Nominiert

BMI Film & TV Award
- 1995 – Stargate – Gewonnen
- 1997 – Independence Day – Gewonnen
- 1999 – Godzilla – Gewonnen
- 1998 – James Bond 007: Der Morgen stirbt nie – Gewonnen
- 2000 – James Bond 007: Die Welt ist nicht genug – Gewonnen
- 2003 – James Bond 007: Stirb an einem anderen Tag – Gewonnen
- 2004 – 2 Fast 2 Furious – Gewonnen
- 2007 – James Bond 007: Casino Royale – Gewonnen
- 2009 – James Bond 007: Ein Quantum Trost – Gewonnen

BAFTA Award
- 2007 – Anthony Asquith Award for Film Music – Casino Royale – Nominiert
- 2011 – Best Original Television Music – Sherlock: A Study in Pink – Nominiert

Saturn Award
- 1997 - Best Music – Independence Day – Nominiert
- 1998 – Best Music – Tomorrow Never Dies – Nominiert
- 2007 – Best Music – Casino Royale – Nominiert[3]

## Filmografie (Auswahl)
- 1993: Young Americans (The Young Americans)
- 1994: Stargate
- 1995: Das Tal der letzten Krieger (Last of the Dogmen)
- 1996: Independence Day
- 1997: The Visitor – Die Flucht aus dem All (The Visitor, Fernsehserie)
- 1997: James Bond 007 – Der Morgen stirbt nie (Tomorrow Never Dies)
- 1997: Lebe lieber ungewöhnlich (A Life Less Ordinary)
- 1998: Godzilla
- 1999: James Bond 007 – Die Welt ist nicht genug (The World Is Not Enough)
- 1999: Wing Commander
- 2000: Shaft – Noch Fragen? (Shaft)
- 2000: Randall & Hopkirk (Deceased, Fernsehserie)
- 2001: The Musketeer
- 2001: John Singletons Baby Boy (Baby Boy)
- 2001: UC: Undercover (Fernsehserie)
- 2002: James Bond 007 – Stirb an einem anderen Tag (Die Another Day)
- 2002: Genug – Jeder hat eine Grenze (Enough)
- 2002: Spurwechsel (Changing Lanes)
- 2002: Zoolander
- 2003: 2 Fast 2 Furious
- 2003: Little Britain (Fernsehserie)
- 2004: Die Frauen von Stepford (The Stepford Wives)
- 2005: Vier Brüder (Four Brothers)
- 2005: The Wild and Wycked World of Brian Jones
- 2006: Amazing Grace
- 2006: James Bond 007: Casino Royale (Casino Royale)
- 2007: Hot Fuzz – Zwei abgewichste Profis (Hot Fuzz)
- 2008: James Bond 007: Ein Quantum Trost (Quantum of Solace)
- 2010: Die Chroniken von Narnia: Die Reise auf der Morgenröte (The Chronicles of Narnia: The Voyage of the Dawn Treader)
- 2010: Morning Glory
- 2010–2017: Sherlock (Fernsehserie)
- 2011: Paul – Ein Alien auf der Flucht (Paul)
- 2014: Sex on the Beach 2 (The Inbetweeners 2)
- 2022: Gib’s zu, Fletch (Confess, Fletch)
- 2022: Inside Man (Miniserie)